# Remember Me (T.I.)
Remember Me  è un brano musicale del rapper statunitense T.I., estratto come primo singolo dall'EP Paper Trail: Case Closed il 7 luglio 2009 e figura la collaborazione di Mary J. Blige. Originariamente il titolo del brano doveva essere Don't Forget.

## Tracce
Download digitale
1. Remember Me - 4:05

## Classifiche
| Classifica (2009)                  | Posizione più alta |
| ---------------------------------- | ------------------ |
| Billboard Canadian Hot 100         | 21                 |
| Irish Singles Chart                | 19                 |
| Official Singles Chart             | 34                 |
| US Billboard Hot 100               | 29                 |
| US Billboard Hot R&B/Hip-Hop Songs | 42                 |